# Gullni hringurinn

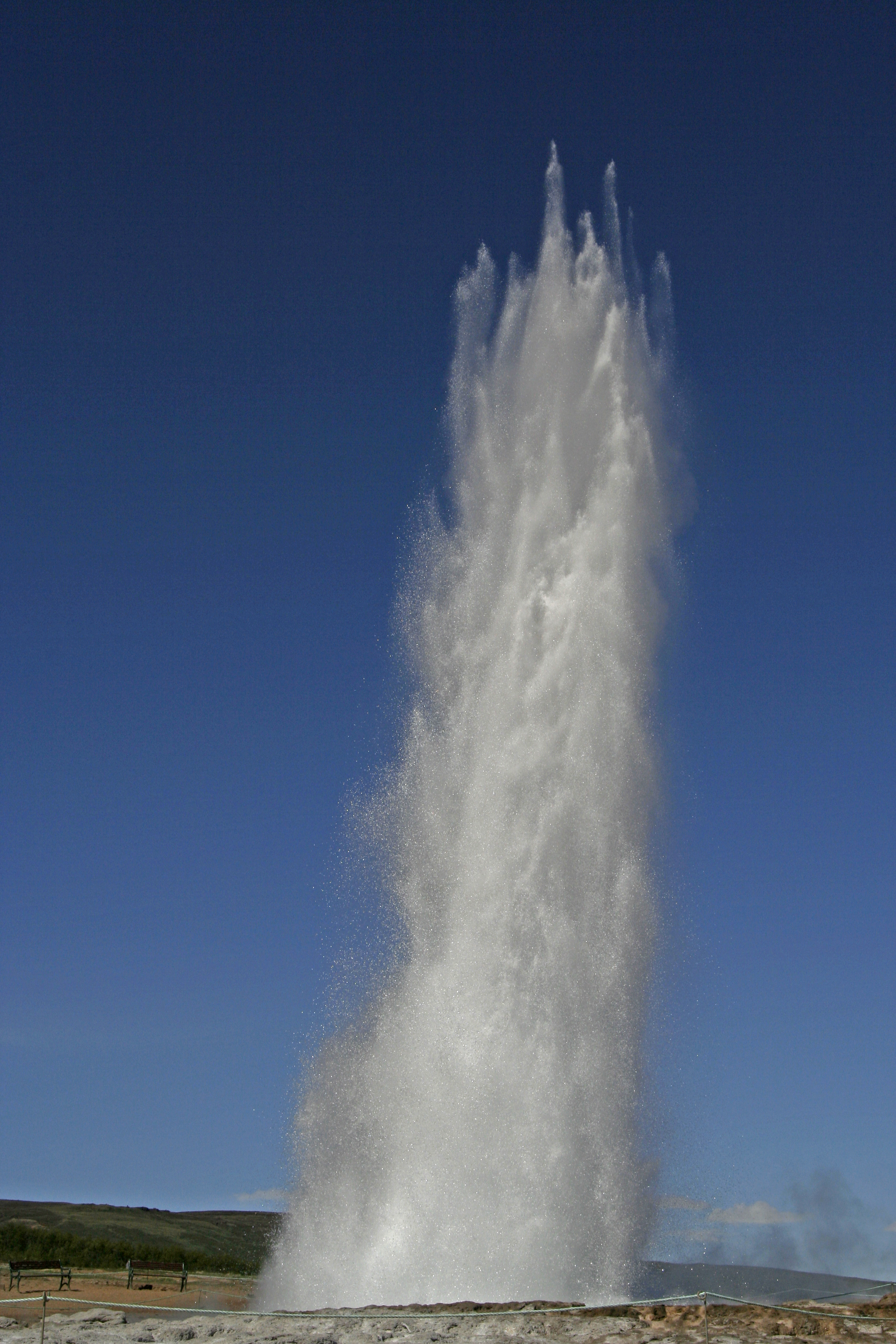
Strokkur

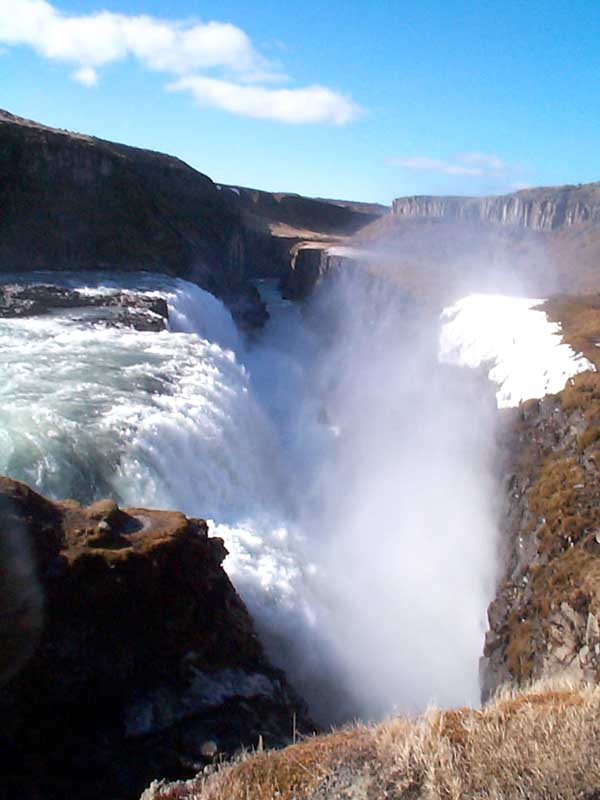
Waterval Gullfoss

Gullni hringurinn (IJslands voor Gouden Cirkel, vaak aangeduid met de Engelse naam Golden Circle) is een ongeveer 300 kilometer lange toeristische route in Zuid-IJsland, van Reykjavik naar de zuidelijke hooglanden en terug. Dit is het gebied waarin de meeste tours en reisgerelateerde activiteiten van IJsland plaatsvinden.
De drie belangrijkste stops op de route zijn nationaal park Þingvellir, de waterval Gullfoss en het geothermale gebied in Haukadalur met de geisers Geysir en Strokkur. Hoewel Geysir al jarenlang grotendeels inactief is, spuit Strokkur om de 5 a 10 minuten. Andere bestemmingen in Gullni hringurinn zijn de vulkanische kraters van Hveragerðisbær, de kathedraal van Skálholt en de geothermische elektriciteitscentrales Nesjavellir en Hellisheiði.
De naam Gullni hringurinn/Gouden Cirkel is een marketingterm voor de route die is afgeleid van de naam Gullfoss, wat ´gouden waterval´ betekent in het IJslands.